# Le Grinch (film, 2000)
Pour les articles homonymes, voir Le Grinch.
Pour plus de détails, voir Fiche technique et Distribution.
Le Grinch ou Dr Seuss : Le Grincheux qui voulait gâcher Noël ou simplement Le Grincheux au Québec (Dr. Seuss' How the Grinch Stole Christmas!) est un film germano-américain réalisé par Ron Howard et sorti en 2000. Il s'agit d'une adaptation du livre de jeunesse Le Grincheux qui voulait gâcher Noël de Dr. Seuss.
Le film met en vedette Jim Carrey dans le rôle-titre, ainsi que Jeffrey Tambor, Christine Baranski, Bill Irwin et Molly Shannon dans les seconds rôles. Anthony Hopkins office comme narrateur. L'histoire tourne autour du Grinch, un reclus grincheux et verdoyant vivant sur le Mont Crumpit. Il méprise Noël et les joyeux habitants de Whoville et décide de saboter leurs festivités.

## Synopsis
Alors que les habitants de Chouville (Whoville en VO) se préparent pour Noël, le Grinch est, malgré un sourire jusqu'aux oreilles, un croque-mitaine aux poils verts  qui déteste tout le monde. Il vit dans une grotte du mont Crumpit depuis 53 ans avec son chien Max, méprise les fêtes de Noël et tente de les  saboter. Cindy Lou, six ans, qui croit que fêter Noël doit être moins une affaire de cadeaux que de relations personnelles, rencontre le Grinch au bureau de poste. Elle tombe dans la machine de tri, dont le Grinch la sauve à contrecœur.
Cindy apprend que le Grinch est arrivé à Chouville bébé et a été adopté par deux charmantes vieilles dames. À l'école, le Grinch a eu le béguin pour Martha May Chou, une fille de sa classe, mais a été ridiculisé par un camarade jaloux, Augustus May Chou. Ce Noël-là, le Grinch a fait un ange dans la neige en cadeau pour Martha, puis a tenté de se raser le visage, se coupant accidentellement. Lorsque l'enseignant et la classe l'ont vu, tous, sauf Martha, se sont moqués de lui. Le Grinch déclare sa haine pour Noël avant de fuir au mont Crumpit, où il vit depuis une vie solitaire.
Cindy nomme le Grinch Charivaroi de la ville, indignant Augustus May Chou, qui en est maintenant le maire. Elle grimpe au mont Crumpit pour inviter le Grinch à la célébration, et il finit par accepter, réalisant qu'il y a un prix à gagner, qu’il pourrait humilier les perdants et que Martha (maintenant la voisine de Lou Chou) sera présente. Il participe à divers événements et commence à s'amuser, quand Augustus lui tend un rasoir électrique en cadeau, lui rappelant l'humiliation de son enfance. Augustus offre publiquement à Martha une nouvelle voiture et une bague de fiançailles. Avant qu’elle ne puisse répondre à sa proposition, le Grinch en colère raye la voiture et reproche aux Chou leur "amour" avare de Noël. Il rase la tête du Maire, brûle le sapin de la ville au lance-flammes et rentre chez lui.
Apprenant que les Chou ont un arbre de Noël de rechange, il est contrarié  que les festivités continuent et jure de saper le moral des habitants en volant leurs cadeaux, décorations et nourriture pendant la nuit de Noël. Il se déguise en Père Noël et son chien Max en renne, et descend à Chouville sur un traîneau de haute technologie. La première maison qu'il visite est celle de Cindy ; quand elle le surprend en train de voler le sapin, il ment pour faciliter sa fuite, mais elle lui demande de ne pas oublier dans sa distribution de cadeaux le Grinch qu'elle trouve gentil. Il dépouille la ville de ses ornements de Noël, puis remonte au sommet du mont Crumpit pour jeter le sac en bas de la montagne.
Au matin de Noël, les gens sont horrifiés de découvrir le vol, et le Maire blâme Cindy d'avoir invité le Grinch. Cependant, son père, le maître de poste Lou Lou Chou, la défend en déclarant  qu'elle a voulu dire que Noël n'est pas une question de décorations et de cadeaux, mais de temps passé avec sa famille et ses amis. Les habitants de la ville sont d'accord, se donnent la main et entonnent des chants de Noël.
Sur le point de jeter le sac du haut du mont Crumpit, le Grinch entend les gens chanter ; réalisant qu'il n'a pas réussi à empêcher les festivités, il comprend le vrai sens de Noël. Son cœur se gonfle et, regrettant ses actions, il verse des larmes, mais le lourd traîneau commence à basculer dans le vide, entraînant Cindy, venue rendre visite au Grinch et montée à bord. Le Grinch sauve la petite fille et le traîneau, et ils redescendent de la montagne pour rendre tout ce qui a été pris. Le Grinch s'excuse de ses méfaits et se rend à la police, mais l’officier, malgré les demandes du Maire, lui pardonne car il a reconnu son erreur. Par la suite, Martha rend sa bague à Augustus et déclare son amour pour le Grinch. Celui-ci, changé, invite les habitants de la ville à fêter Noël chez lui, et il coupe lui-même le rôti.

## Fiche technique
Sauf indication contraire, les informations mentionnées dans cette section peuvent être confirmées par les bases de données cinématographiques  présentes dans la section « Liens externes ».
- Titre français : Le Grinch
- Titre québécois : Dr Seuss : Le Grincheux qui voulait gâcher Noël ou simplement Le Grincheux[1]
- Titre original complet : Dr. Seuss' How the Grinch Stole Christmas[1]
- Réalisation : Ron Howard
- Scénario : Jeffrey Price et Peter S. Seaman, d'après le roman Le Grincheux qui voulait gâcher Noël de Theodor Seuss Geisel
- Musique : James Horner
- Photographie : Don Peterman
- Montage : Dan Hanley et Mike Hill
- Maquillage : Rick Baker
- Décors : Michael Corenblitch
- Costumes : Rita Ryack (en)
- Production : Brian Grazer et Ron Howard
  - Production déléguée : Todd Hallowell (en)
  - Production associée : Linda Fields, Aldric La'auli Porter, Louisa Velis et David Womark
- Sociétés de production : Universal Pictures, Imagine Entertainment et LUNI Productions GmbH and Company KG
- Sociétés de distribution : Universal Pictures (États-Unis), United International Pictures (France)
- Budget : 123 000 000 $[2]
- Pays de production :  États-Unis,  Allemagne[3]
- Langue originale : anglais
- Genre : comédie, fantastique, film de Noël
- Durée : 104 minutes
- Dates de sortie[1] :
  - États-Unis : 17 novembre 2000
  - Canada : 2 décembre 2000
  - France : 6 décembre 2000

## Distribution
Sauf indication contraire, les informations mentionnées dans cette section peuvent être confirmées par les bases de données cinématographiques  présentes dans la section « Liens externes ».
- Jim Carrey (VF : Emmanuel Curtil) : le Grinch
- Josh Ryan Evans : le Grinch à 8 ans
- Kelley (VO : Frank Welker) : Max, le chien (voix)
- Taylor Momsen : Cindy Lou Chou
- Jeffrey Tambor (VF : Dominique Rozan) : le maire Augustus May Chou
- Christine Baranski (VF : Juliette Degenne) : Martha May Chou
- Bill Irwin (VF : Frédéric Darie) : Lou Lou Chou
- Molly Shannon (VF : Valérie Karsenti) : Betty Lou Chou
- Anthony Hopkins (VF : Dominique Farrugia)  : Le narrateur
- Clint Howard : l'adjoint au maire
- Thomas Joseph Thyne : Stu Lou Chou
- Mary Stein (en) (VF : Josiane Pinson) : Miss Rue Who
- Lacey Kohl (VF : Caroline Victoria) : Christina Walterberry
- James Ritz (VF : Patrice Dozier) : le chapelier
- Bryce Dallas Howard : une Chou
- Ron Howard : un Chou (non crédité)

## Production

### Développement
C'est l'adaptation cinématographique du livre Le Grincheux qui voulait gâcher Noël écrit en 1957 par Theodor Seuss Geisel et du dessin animé Comment le Grinch a volé Noël ! réalisé par Chuck Jones en 1966[réf. nécessaire].
Theodor Seuss Geisel était globalement déçu des adaptations de ses œuvres, notamment par le film Les 5000 doigts du Dr T. De plus, il pensait que Comment le Grinch a volé Noël ! réalisé par Chuck Jones en 1966 était la meilleure adaptation du Grinch. Après son décès en septembre 1991, c'est sa femme Audrey Geisel qui gère les droits. Très prudente, elle avait préféré attendre que la technologie informatique rende possible une adaptation fidèle à la vision du Dr. Seuss : « J'ai réalisé que nous disposions désormais des moyens techniques nécessaires et j'ai eu envie de voir le Grinch prendre vie ».

### Tournage

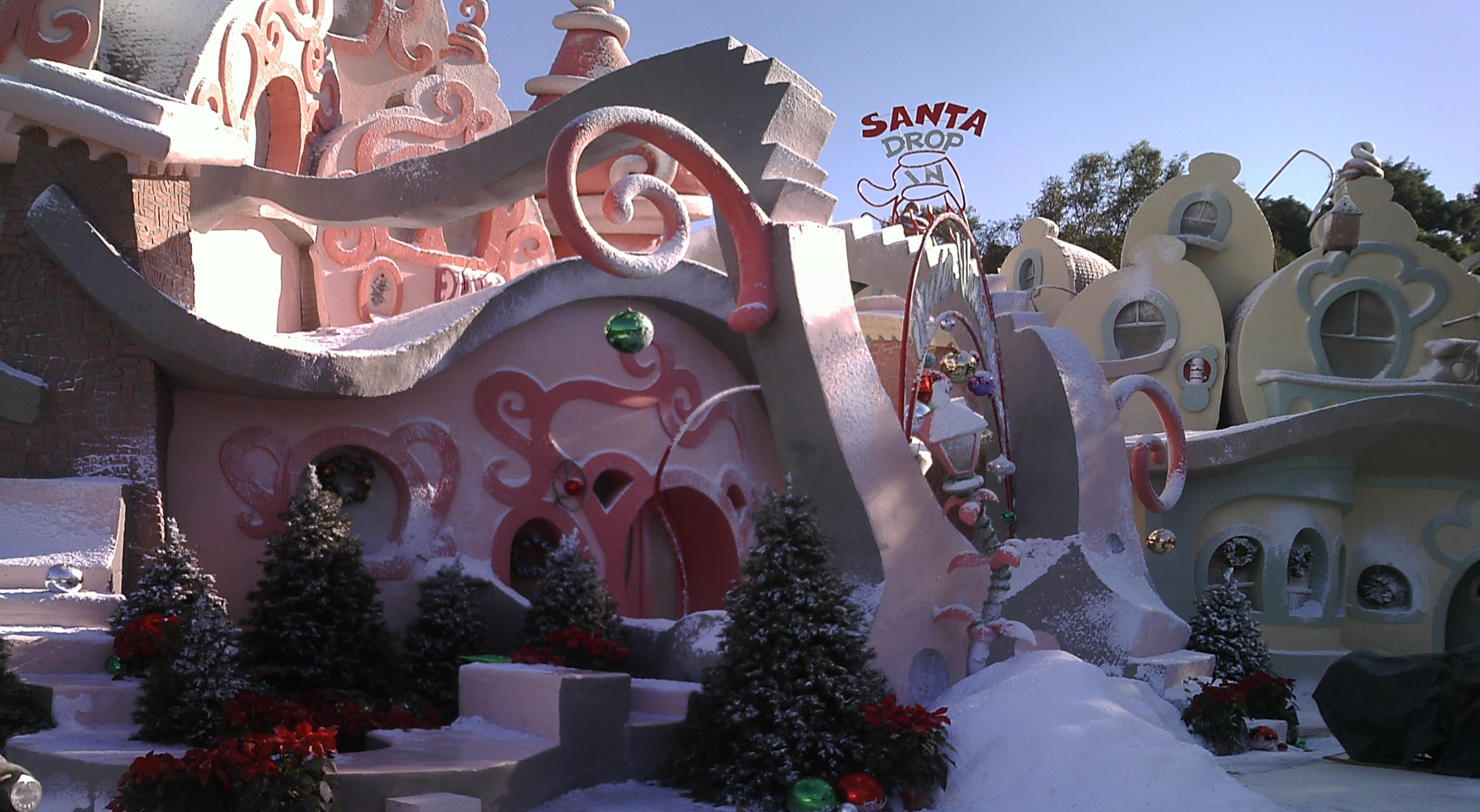
Décors du film exposés à Universal Studios Hollywood.

Le film a été tourné principalement aux Universal Studios situés à Universal City.
Les maquillages du film sont l’œuvre de Rick Baker, spécialiste du genre récompensé par de nombreux Oscar des meilleurs maquillages. Le maquillage du Grinch a été soigné au maximum : « Ce maquillage convient bien à Jim qui possède un faciès extrêmement mobile et n'hésite pas à forcer sur les expressions pour les faire passer à travers le latex. Je savais aussi à quels points précis de son visage je pouvais amincir ce grimage pour lui donner un maximum de latitude. ». Avec son équipe, il a également créé 125 maquillages. Pour les scènes de foule, une équipe de 60 maquilleurs devait quotidiennement poser près de 110 prothèses en mousse de latex. Comme ces dernières ne peuvent servir qu'une fois, près de 8 000 pièces ont été utilisées.

### Bande originale
1. Kids Today – Jim Carrey et Taylor Momsen *
2. Grinch 2000 – Busta Rhymes et Jim Carrey
3. Green Christmas – Barenaked Ladies
4. Christmas of Love – Little Isidore and the Inquisitors
5. Lonely Christmas Eve – Ben Folds
6. Grinch Schedule – Jim Carrey *
7. Better Do It Right – Smash Mouth
8. Whoville Medley (Perfect Christmas Night/Grinch) – Trans-Siberian Orchestra
9. Reindeer – Jim Carrey *
10. Christmas Is Going to the Dogs – The Eels
11. You're a Mean One, Mr. Grinch – Jim Carrey
12. Christmas Means More – Anthony Hopkins et Jim Carrey
13. You Don't Have to Be Alone – *NSYNC
14. Where Are You, Christmas ? – Faith Hill
15. The Shape of Things to Come – James Horner
16. Memories of a Green Childhood – James Horner +
17. Christmas, Why Can't I Find You? – James Horner et Taylor Momsen
18. Stealing Christmas – Anthony Hopkins, James Horner, Jim Carrey & Taylor Momsen ~
19. The Big Heist – James Horner +
20. Does Cindy Lou Really Ruin Christmas ? – James Horner +
21. A Change of Heart – James Horner +
22. The Sleigh of Presents – James Horner +
23. He Carves the Roast Beast – James Horner ^
24. Bohemian Rhapsody - Queen

Légende :

* Dialogue
+ Instrumentale
~ Narration et dialogue
^ Welcome Christmas

## Accueil

### Box-office
- : 345 141 403 $[2]
- États-Unis,  Canada : 260 044 825 $[2]
- France : 920 544 entrées[6]